# Руссу, Виктор Петрович
Виктор Петрович Руссу (6 января 1961 года, СССР) — молдавский футболист, защитник.

## Игровая карьера
В чемпионате СССР играл в командах «Нистру» (Кишинёв), «Автомобилист» (Тирасполь), «Заря» (Бельцы), СКА (Одесса) и «Судостроитель» (Николаев).
После распада СССР играл в высшей лиге чемпионата Молдавии в командах «Буджак» (Комрат) и «МХМ 93» (Кишинёв).
В сезоне 1993/94 выступал за чешский клуб 2-го дивизион «Ксаверов» (Прага).

## Достижения
- Серебряный призёр чемпионата УССР (1): 1990
- Бронзовый призёр чемпионата Молдавии (1): 1992